# Mercredi saint
 (octobre 2016).
Si vous disposez d'ouvrages ou d'articles de référence ou si vous connaissez des sites web de qualité traitant du thème abordé ici, merci de compléter l'article en donnant les références utiles à sa vérifiabilité et en les liant à la section « Notes et références ».
Le Mercredi saint (appelé Saint et Grand Mercredi dans les Églises orientales, terme issu du grec Μεγάλη Τετάρτη, Megalê Tetartê) est un jour de la Semaine sainte avant la fête de Pâques.

## Textes bibliques

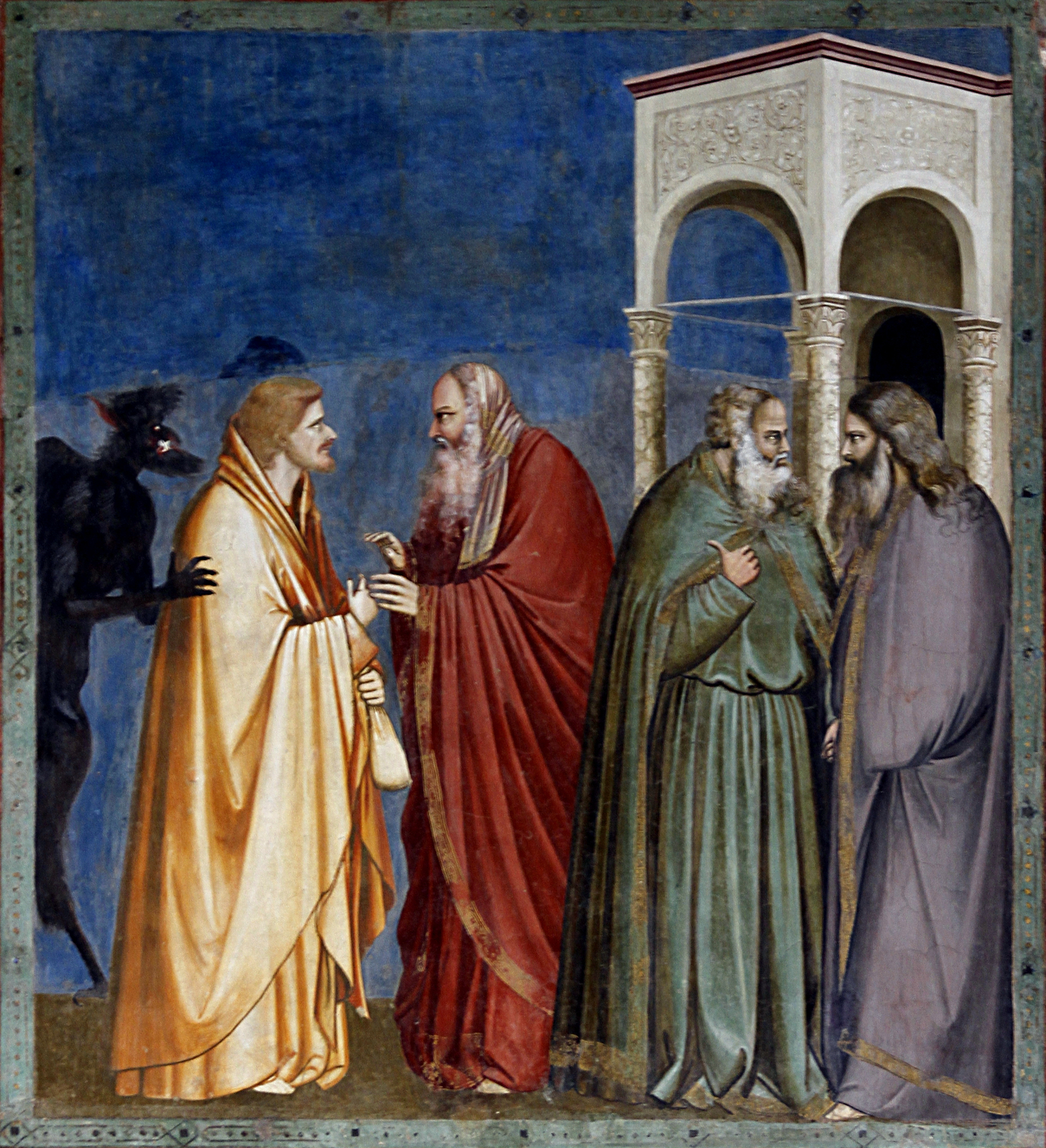
Judas recevant ses trente pièces d'argent au Sanhédrin.

Dans le christianisme, ce jour  fait allusion à Judas Iscariote conspirant avec le Sanhédrin pour trente pièces d'argent.    
Deux jours avant la Pâque (Mt 26:2 ; Mc 14:1), Jésus se trouve chez Simon le Lépreux à Béthanie, village de Judée au sud-est du mont des Oliviers, à environ 3 km de Jérusalem. Il y reçoit l'onction de Marie de Béthanie, qui lui verse du nard sur les pieds puis les essuie avec ses cheveux (Jn 12:1-8).

« Mais Judas Iscariote, l'un des disciples, celui qui allait le livrer, dit : “ Pourquoi ce parfum n'a-t-il pas été vendu trois cents deniers qu'on aurait donnés à des pauvres ? ” Mais il dit cela non par souci des pauvres, mais parce qu'il était voleur et que, tenant la bourse, il dérobait ce qu'on y mettait. Jésus dit alors : “ Laisse-la : c'est pour le jour de ma sépulture qu'elle devait garder ce parfum. Les pauvres, en effet, vous les aurez toujours avec vous ; mais moi, vous ne m'aurez pas toujours ”. »

— Évangile selon Jean, 12:1-8
Dans le récit des trois évangiles synoptiques, Judas se rend alors auprès du Sanhédrin et propose son appui en échange de trente pièces d'argent pour livrer Jésus (Mt 26:14-16, Mc 14:10-12, Lc 22:3-6).

## Liturgie

### Christianisme occidental
Bien qu'il soit célébré le Jeudi saint ou le Vendredi saint, l'office des Ténèbres est souvent célébré le mercredi. Dans ce service, toutes les bougies sur la table de l'autel sont progressivement éteintes jusqu'à ce que le sanctuaire soit dans l'obscurité. Le moment où se produit l'obscurité est un choc symbolisant la mort de Jésus. Le « strepitus » (littéralement « bruit déchaîné ») symbolise le tremblement de terre qui, dans le Nouveau Testament, a suivi la mort de Jésus.   
Durant cette étape du Carême, l'évêque consacre ou bénit les « Saintes Huiles », qui serviront pour les baptêmes et les extrêmes onctions de l'année à venir. L'évêque est entouré des prêtres du diocèse qui renouvellent à cette occasion leurs vœux de fidélité, chasteté et obéissance.

### Christianisme oriental
Dans l'Église orthodoxe, le thème du Saint et Grand Mercredi est la commémoration de la femme pécheresse qui oint Jésus avant sa crucifixion ; un second thème est la trahison de Jésus par Judas Iscariote.
La célébration de la liturgie des Saints Dons présanctifiés débute le mardi après-midi. Plus tard dans la soirée, les matines (appelées orthros dans le rite oriental) suivent la Semaine sainte. À la fin de l'orthros, l'hymne de Cassienne est chanté. La composition musicale de cet hymne exprime la poésie byzantine si fortement qu'elle laisse souvent des gens en larmes pendant la prière. L'hymne peut durer plus de 25 minutes. Il est liturgiquement et musicalement un point culminant de l'année liturgique.
Le mercredi soir, les membres de l'église reçoivent la communion puis l'onction.